# Новороссийская ГРЭС
Новороссийская ГРЭС (также НовоРЭС, Новороссийская районная электростанция) — тепловая электростанция, расположенная в Восточном округе Новороссийска.

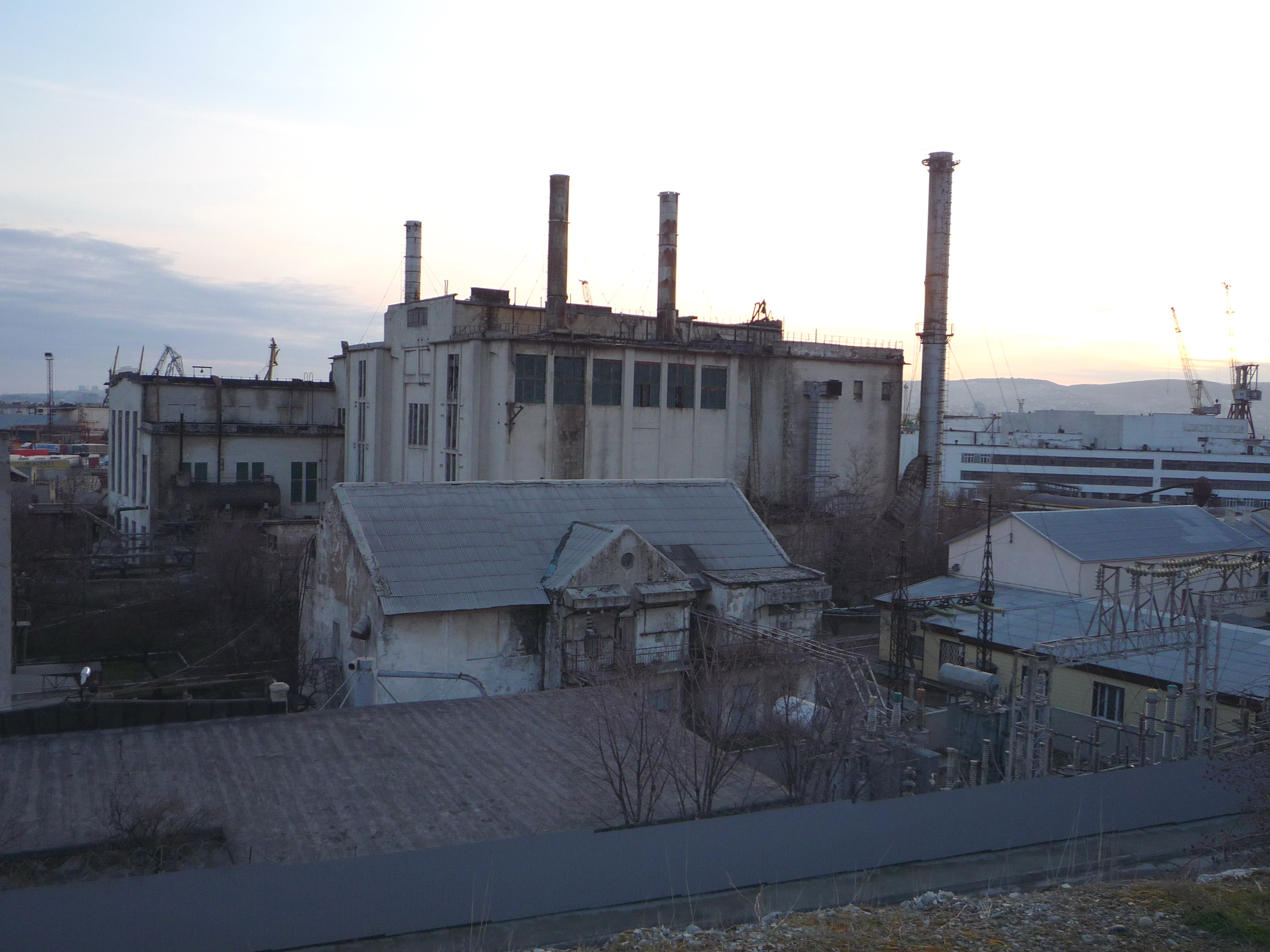
Здание электростанции

## История создания и эксплуатации
Строительство станции было начато в 1927 году согласно плану электрификации Кубани.
На станции были установлены четыре прямоточных паровых котла конструкции Л. К. Рамзина и два турбоагрегата. В 1930 году электростанция была введена в эксплуатацию, имея на тот момент мощность 22 МВт.
В 1951 году на электростанции были смонтированы и введены в эксплуатацию пятый котел и третий турбогенератор, мощностью 10 МВт.
В 1955 году станция была полностью переведена на газовое отопление.
Работа всех трех турбогенераторов продолжалась до 1982 года, когда из эксплуатации были выведены первые два турбоагрегата, третий был остановлен только в 1986 году.

### Историческая роль
В 1930-е годы Новороссийская ГРЭС обеспечивала электроэнергией Новороссийск с пригородами и Крымск, тем самым обеспечив возможность индустриализации Новороссийска. В 1970-е выполняла важную роль резервного источника энергоснабжения во время обрывов высоковольтных ЛЭП из-за тяжелых погодных условий.

### В наше время
18 июля 1987 года Новороссийская ГРЭС  перестала давать ток. Однако с 1986 г. до начала 2000-х годов Новороссийская ГРЭС использовался в качестве котельной, отапливающей близлежащие предприятия и жилые дома. В настоящее время здание конторы Новороссийская ГРЭС  используется как административное здание филиала ПАО «Кубаньэнерго» Юго-Западные электрические сети, а в здании станции находится распределительная установка 6кВ.